# Downtown Vancouver
Downtown Vancouver ist das Innenstadt-Viertel und der Stadtkern von Vancouver, auf der Burrard-Halbinsel im Lower Mainland der kanadischen Provinz British Columbia ein. Der Stadtteil grenzt im Norden an den Burrard Inlet sowie im Südosten an den False Creek. Der Stadtteil (neighbourhoods) liegt dabei an der Basis der Burrard-Halbinsel, einem Gebiet, welches zusammen mit dem Stadtviertel West End und dem Stanley Park als die Downtown Peninsula bezeichnet wird.
Gemeinsam mit West End, Stanley Park und dem nahegelegenen Quartier Downtown Eastside, bildet Downtown Vancouver das Gebiet Central Vancouver, eine der drei Hauptzonen der Stadt neben East Side und West Side.
Mit einer für nordamerikanische Städte ungewöhnlich hohen Zahl an Wohnhochhäusern und einer Einwohnerzahl von 62.030 (2016) sowie einer Bevölkerungsdichte von 16.764,9 Einwohnern/km² bildet Downtown Vancouver eines der am dichtesten besiedelten Gebiete in Kanada.

## Geographie

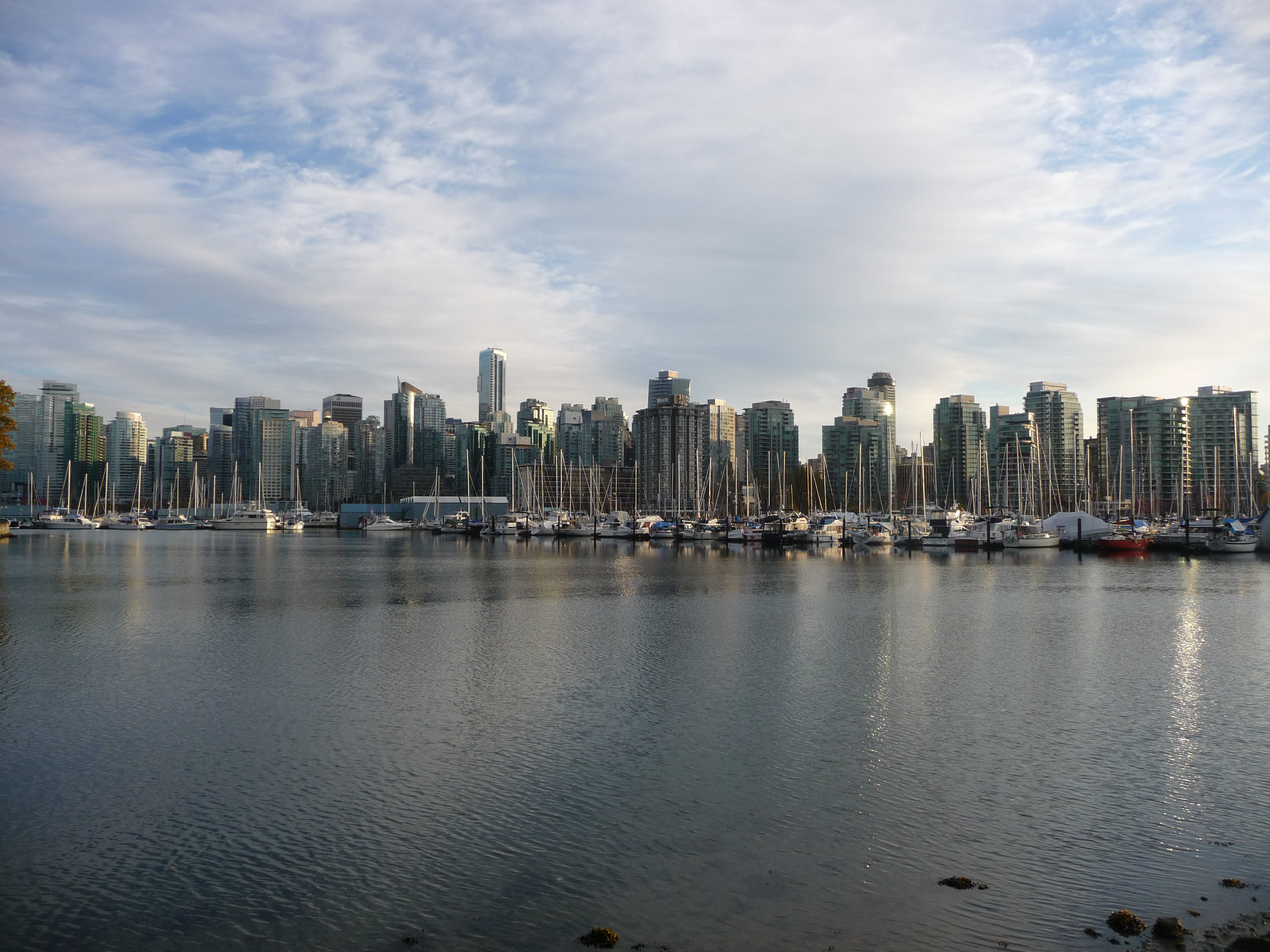
Downtown Vancouver wird im Norden vom Burrard Inlet begrenzt.

Die Grenzen des Gebietes von Downtown Vancouver werden im Allgemeinen wie folgt angegeben: Burrard Inlet im Norden, West End im Westen, Granville Island/Fairview und Mount Pleasant gegenüber des False Creek im Süden sowie Downtown Eastside und Strathcona im Osten und Südosten. Die meisten inoffiziellen Quellen schließen auch West End und den Stanley Park in das Gebiet von Downtown ein (zusammen die „Downtown Peninsula“), aber die City of Vancouver definiert diese offiziell als separate Viertel.
Neben den leicht zu erkennenden Wolkenkratzern des Financial District gibt es in Downtown Vancouver auch Wohnquartiere in Form von hoch aufragenden Appartment-Bauten und Eigentumswohnungen in Yaletown und Coal Harbour sowie anderen Quartieren wie in Granville Mall, im Granville Entertainment District, Downtown South, Gastown, Chinatown und Japantown.

### Bemerkenswerte Quartiere
- Yaletown ist  das kulturell-historische Gebiet von Downtown entlang von False Creek und Seawall. Früher der Bezirk der Speicher von Vancouver, wurde das Gebiet durch die Errichtung von Büro- und Wohngebäuden revitalisiert und ist heute die Heimat einer gehobenen Mittelschicht mit einer Mischung von Eigentumswohnungen und Apartments.
- Coal Harbour ist Vancouvers früheres Hafen-Gebiet. Wie Yaletown wurde das Quartier für die Wohn- und Gewerbenutzung umgewidmet und beherbergt heute Einwohner mit Spitzeneinkommen.
- Gastown ist ein weiteres historisches Quartier. Einige Straßen sind nach wie vor von Kopfsteinpflaster bedeckt. In der Nähe der erwähnenswerten Dampfuhr findet sich eine Reihe von Souvenir-Shops. Das Quartier wird von Arbeitern und Angehörigen der Mittelschicht bewohnt, die in Appartements, Eigentumswohnungen und Lofts leben.
- Chinatown ist der Bezirk, in dem viele chinesische Immigranten Quartier genommen haben und Geschäfte eröffneten, nachdem sie in Vancouver ankamen. In den Wohnquartieren leben Einwohner mit geringen Einkommen. Es gibt im Quartier immer noch einige Speicher.
- Crosstown ist ein ungefähr vier Blöcke großes Gebiet am Ostrand von Chinatown, östlich von Yaletown und südlich von Gastown, welches diese drei Quartiere verknüpft. Es handelt sich um ein kompaktes Quartier mit hoch verdichteter Bebauung, das viele Objekte des kulturellen Erbes wie den historischen Sun Tower enthält. Entlang der Beatty Street gibt es eine Reihe hoch aufragender historischer Geschäftsbauten mit ganze Etagen einnehmenden Boutiquen und neun Hochhäuser mit gemischter Nutzung durch Eigentumswohnungen und Geschäfte. Von überall hat man einen einfachen Zugang zu den innerstädtischen Einrichtungen, die fußläufig oder per SkyTrain oder SeaBus erreichbar sind. Als eines der am schnellsten wachsenden Gebiete von Downtown Vancouver mit einem Zustrom von Investitionen und Gewerben gibt es hier Parks, traditionelle Restaurants, Cafés und Tea Rooms, Straßenmärkte, Bekleidungs- und andere Einzelhandelsgeschäfte.
- Japantown war ein altes Quartier östlich von Gastown, in dem sich einst japanische Immigranten konzentrierten. Die eindeutig japanische Prägung erlosch während des 2. Weltkriegs, als die japanischstämmigen Kanadier interniert wurden und ihr Eigentum dauerhaft von der kanadischen Regierung konfisziert wurde. Obwohl einige Japaner nach Ende des Krieges zurückkehrten, erlangte das Quartier seinen ursprünglichen Status nicht wieder zurück. Nachdem Japantown aufhörte zu existieren, wurde das Gebiet oft als Railtown durch Immobiliengesellschaften vermarktet, da hier auch der West Coast Express endet.

## Demographie
| Europäisch (1)                                                         | 31.730 | 53,91 % | 24.665 | 57,93 % | 16.940 | 61,11 % |
| Ostasiatisch (2)                                                       | 13.225 | 22,47 % | 9.905  | 23,26 % | 6.720  | 24,24 % |
| Mittlerer Osten (3)                                                    | 4.475  | 7,6 %   | 2.245  | 5,27 %  | 640    | 2,31 %  |
| Südasiatisch                                                           | 2.610  | 4,43 %  | 1.130  | 2,65 %  | 650    | 2,34 %  |
| Südostasiatisch (4)                                                    | 1.980  | 3,36 %  | 1.245  | 2,92 %  | 610    | 2,2 %   |
| Indigen                                                                | 1.430  | 2,43 %  | 1.380  | 3,24 %  | 1.150  | 4,15 %  |
| Lateinamerikanisch                                                     | 1.585  | 2,69 %  | 750    | 1,76 %  | 495    | 1,79 %  |
| Afrikanisch                                                            | 655    | 1,11 %  | 615    | 1,44 %  | 310    | 1,12 %  |
| Andere/Multiethnisch (5)                                               | 1.160  | 1,97 %  | 650    | 1,53 %  | 200    | 0,72 %  |
| Gesamtzahl der Antworten                                               | 58.855 | 94,88 % | 42.580 | 98,08 % | 27.720 | 99,04 % |
| Gesamte Bevölkerung                                                    | 62.030 | 100 %   | 43.415 | 100 %   | 27.990 | 100 %   |
| Hinweis: Summen größer als 100 % sind durch Mehrfachnennungen bedingt. |        |         |        |         |        |         |

Anmerkungen:
  

## Architektur

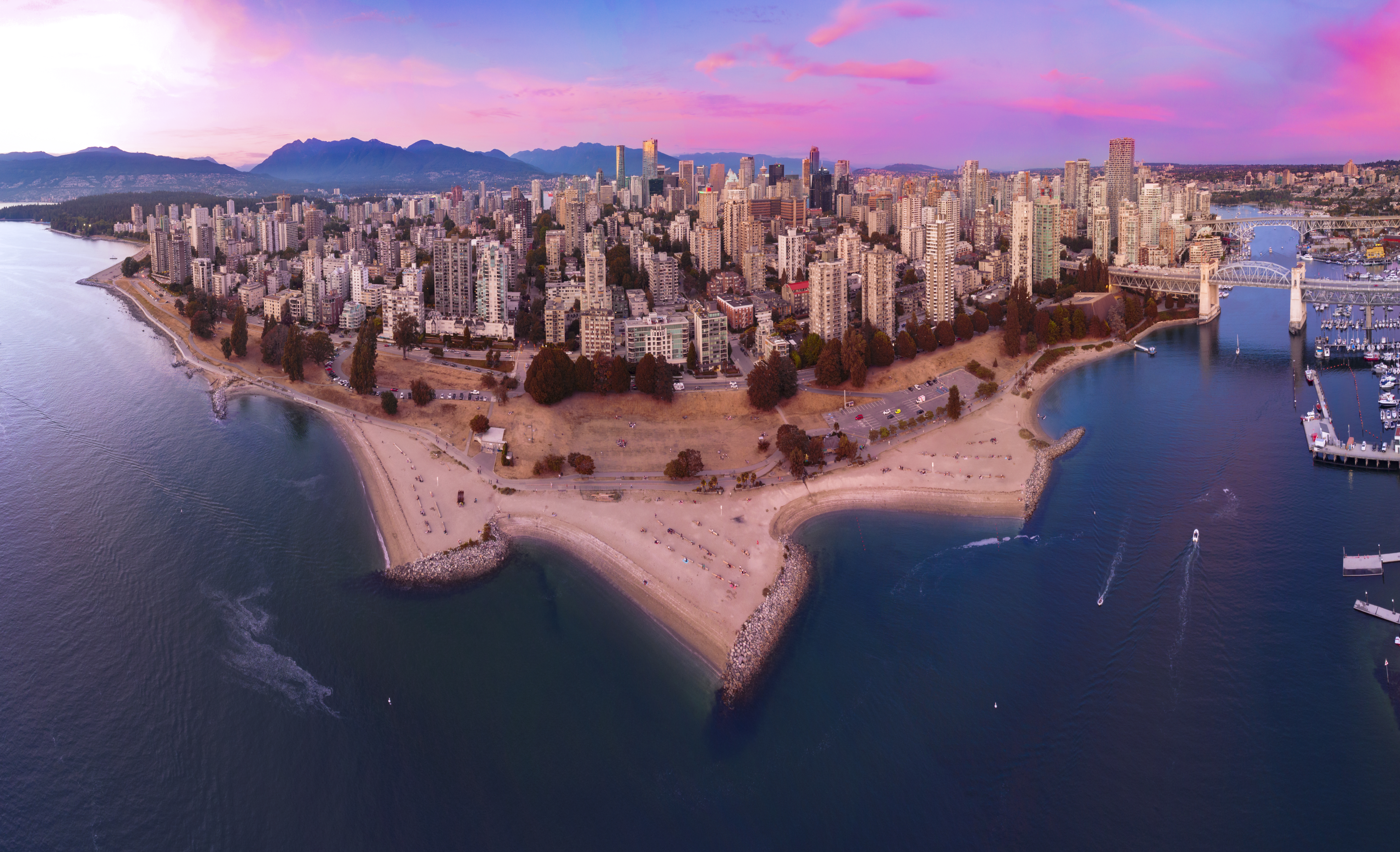
Sonnenuntergang in Downtown Vancouver

Das Gebiet von Downtown enthält die meisten verbliebenen historischen Gebäude und viele der größeren bemerkenswerten Gebäude der Region. Alle außer einem der höchsten Gebäude von Vancouver befinden sich in Downtown Vancouver; die Ausnahme bildet das Marine Gateway North in der Nähe der Marine Drive Station des SkyTrains.

### Sport
Es gibt zwei wichtige Sportstätten im Kern von Downtown, die Rogers Arena (früher GM Place) und das BC Place Stadium. Die in der NHL spielenden Vancouver Canucks spielen in der Rogers Arena, während die BC Lions aus der CFL und der Vancouver Whitecaps FC aus der MLS das benachbarte BC Place Stadium nutzen. Die Haltestelle Stadium-Chinatown des SkyTrain bietet einen einfachen und schnellen Zugang zu diesem Bezirk.

## Verkehr

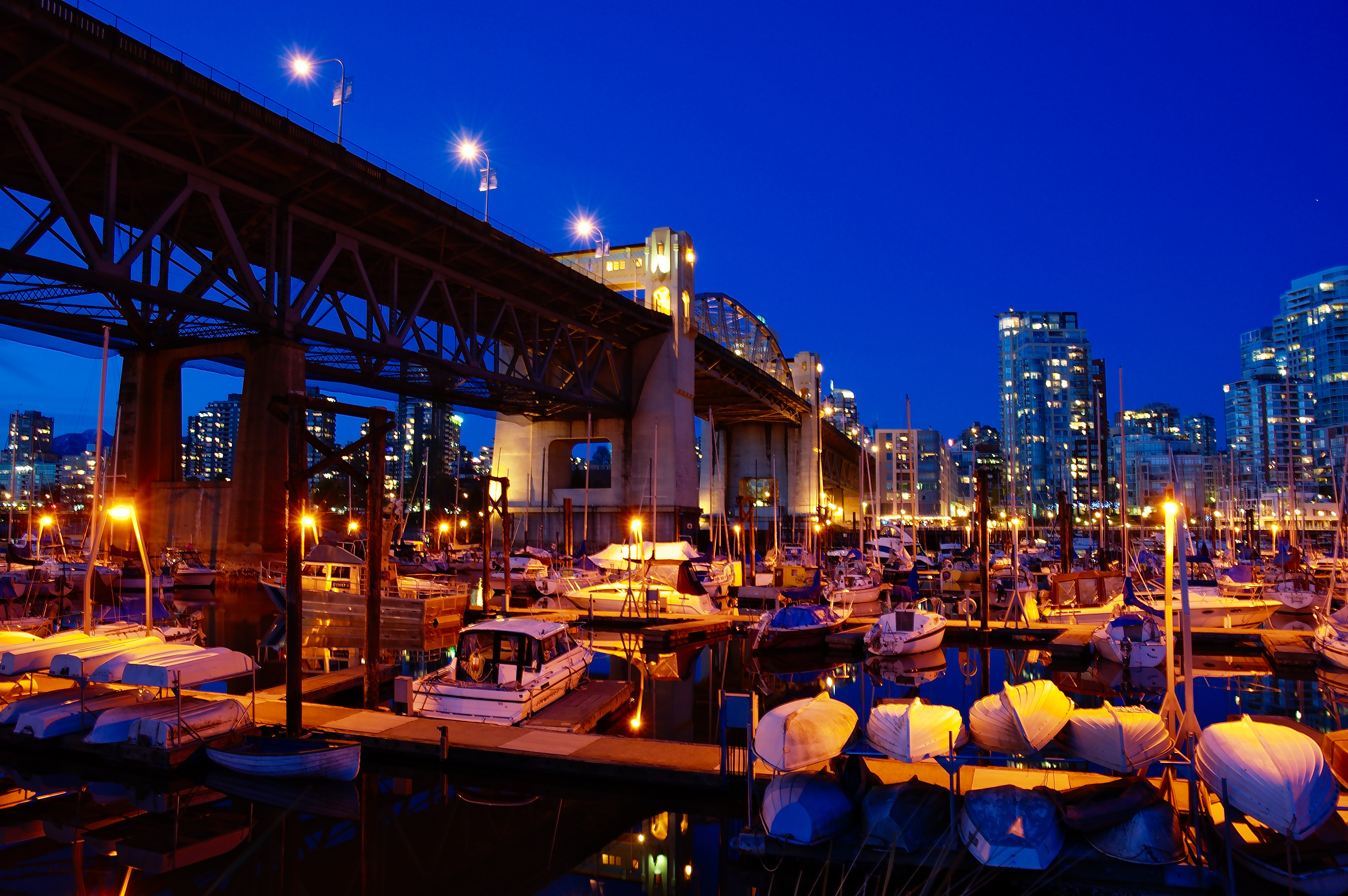
Die Burrard Street Bridge ist eine der Haupt-Brücken der Stadt und Zugangspunkt zu Downtown Vancouver.

Das Vorhandensein von Wasser auf drei Seiten begrenzt die Zugangsmöglichkeiten zu Downtown Vancouver. Es gibt vier Haupt-Brücken: die Lions Gate Bridge, welche die Gemeinden des North Shore (die Gemeinden West Vancouver und North Vancouver sowie die Bezirksgemeinde North Vancouver) und den Trans Canada Highway anbindet, sowie die Burrard Street Bridge, die Cambie Street Bridge und die Granville Street Bridge, welche den Zugang zu den Geschäfts- und Wohngebieten südlich des False Creek gewähren.
Die historische Waterfront Station ist der wichtigste Verkehrsknoten im Kern von Downtown. Es gibt sechs unterirdische Haltestellen in Downtown Vancouver, die zwei SkyTrain-Linien bedienen: die Expo Line und die Canada Line. Die Expo Line verläuft von der Waterfront Station am Ende des zentralen Hafens und durch den Dunsmuir-Tunnel nach Osten. Die Canada Line verkehrt von der Waterfront Station über Tunnel südwärts unter der Granville Street und der Davie Street, wodurch sie Downtown mit dem Zentrum von Richmond und dem Vancouver International Airport verbindet. SeaBus ist eine reine Personenfähre, die von der Waterfront Station zum North Shore in 10–12 Minuten verkehrt. Der West Coast Express, ein Eisenbahn-System für Pendler, verkehrt von der Waterfront Station zu den östlich gelegenen Vor- und Nachbarstädten. Er verläuft von Waterfront Station nach Moody Centre, Coquitlam Central, Port Coquitlam, Pitt Meadows, Maple Meadows Station, Port Haney bis zur Endstation Mission City. In der Nähe von Waterfront Station gibt es auch Terminals für Wasserflugzeuge und Hubschrauber.

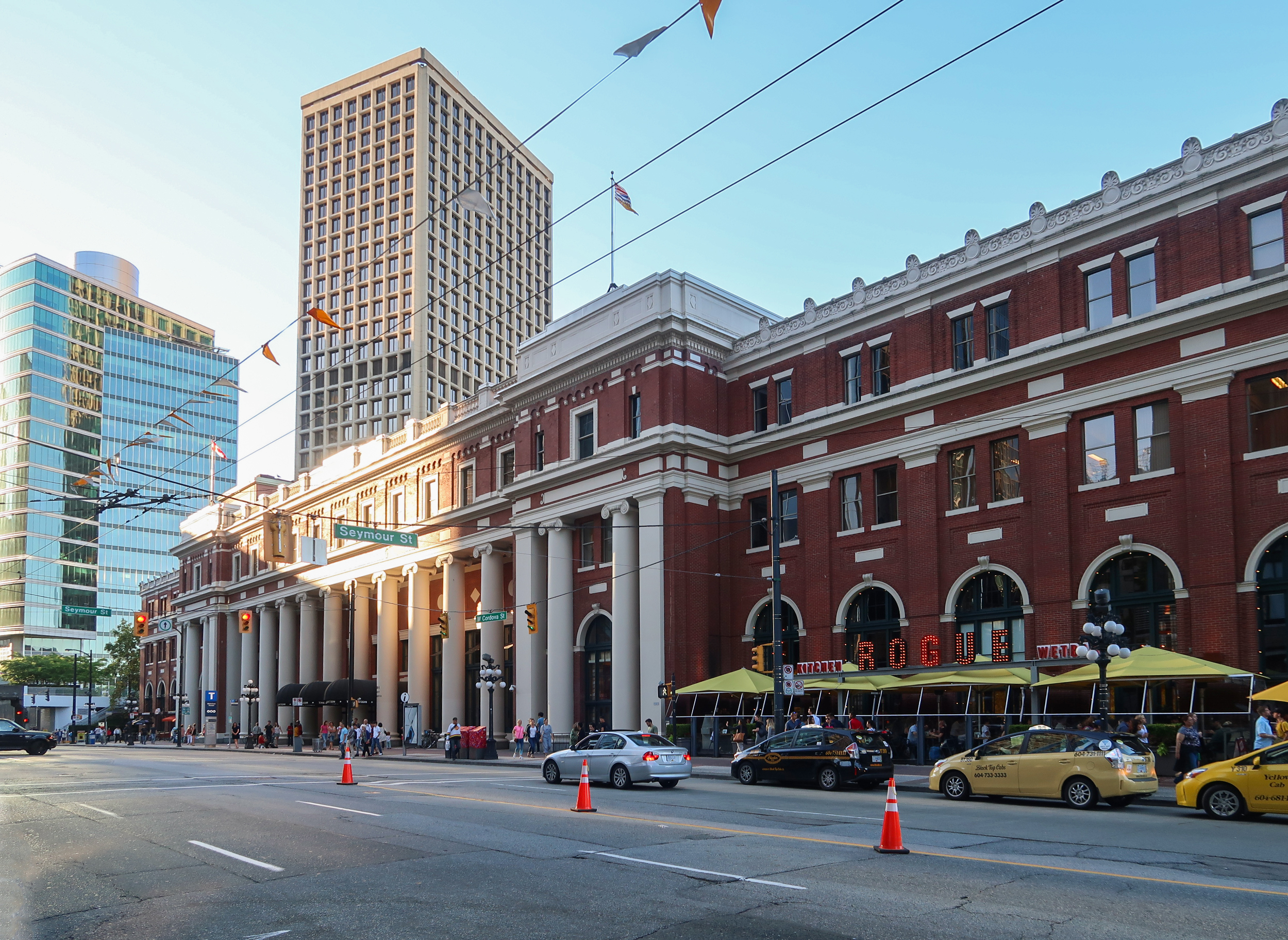
Waterfront Station ist ein wichtiger Verkehrsknoten für den intermodalen öffentlichen Verkehr in Downtown Vancouver.

Die meisten der von Nord nach Süd verlaufenden Buslinien fahren Downtown Vancouver an; außerdem gibt es Linien in die Vororte des North Shore und Burnaby. Die Linie 98 B des Bus Rapid Transit hatte im Kern von Downtown acht Haltestellen, vorrangig entlang der Seymour Street und der Burrard Street. Dieses Angebot wurde am 17. August 2009 durch die Canada Line von SkyTrain ersetzt. Die Linie 95 B nahm im Dezember 2016 im Zusammenhang mit der Eröffnung der Evergreen Extension den Betrieb auf und verbindet Downtown mit der Simon Fraser University über die Hastings Street.
Es gibt zwei private Betreiber von Wasser-Taxis (False Creek Ferries und The Aquabus), die ihren Service zwischen den verschiedenen Quartieren um den False Creek anbieten.
Die Stadt plant die Erweiterung der Vancouver Downtown Historic Railway, die bisher Granville Island mit der Main Street Station des SkyTrain verbindet, nach Chinatown und weiter zum Stanley Park.